# Melitta Schachner Camartin
Melitta Schachner Camartin (* 4. dubna 1943 v Brně) je emeritní profesorka v Centru pro molekulární neurobiologii v Hamburku. Ve svém výzkumu se zabývá adhezními molekulami, které umožňují vývoj a regeneraci nervového systému.

## Život
Narodila se během druhé světové války v Brně, její matkou byla profesorka mineralogie Doris Schachner a otcem významný německý architekt Benno Schachner. Před vstupem sovětských vojsk utekla matka s dcerou do Německa, otec je následoval později. Melitta Schachner obdržela doktorát na Harvardově univerzitě, později působila v Heidelbergu a Curychu. Jejím manželem je spisovatel Iso Camartin.

## Výzkum
Melitta Schachner patří k nejcitovanějším vědcům v oblasti neurovědy, je autorkou více než 800 článků a její Hirschův index je více než 100. Její výzkum se zpočátku zaměřoval na adhezní molekuly a jejich roli ve vývoji, později dospěla k přesvědčení, že tyto molekuly jsou zásadní i pro regeneraci nervové tkáně v dospělém organismu. Popsala celou řadu nových adhezních proteinů, jako je L1 (L1CAM), CHL1 a tenasciny, věnovala se výzkumu glykoproteinů na povrchu nervových buněk a P0 immunoglobuliny významnými pro myelinizaci periferních nervových vláken.